# Colchicum davisii
Colchicum davisii là một loài thực vật có hoa trong họ Colchicaceae. Loài này được C.D.Brickell miêu tả khoa học đầu tiên năm 1998.